# Lunidia
Lunidia is een geslacht van rechtvleugeligen uit de familie sabelsprinkhanen (Tettigoniidae). De wetenschappelijke naam van dit geslacht is voor het eerst geldig gepubliceerd in 2010 door Hemp.

## Soorten
Het geslacht Lunidia  is monotypisch en omvat slechts de volgende soort:
- Lunidia viridis (Hemp, 2010)